# Абтвайлер
Абтвайлер (нім. Abtweiler) — громада в Німеччині, розташована в землі Рейнланд-Пфальц. Входить до складу району Бад-Кройцнах. Складова частина об'єднання громад Майзенгайм.
Площа — 5,76 км2. Населення становить 189 ос. (станом на 31 грудня 2020).